# Керанді
Керанді́ (ісп. querandí, від гуарані: querandí — «товсті люди») — індіанський народ, що мешкав на території аргентинської Патагонії. Народ був досить численний до 19 століття, мапуче називали їх «пуелче» (puelche), самоназва — хет (het). Народ поділявся на три головні групи: чечеет (chechehet), дідіует (didiuhet) і талует (taluhet). З прибуттям європейців в 16 столітті територія розповсюдження народу обмежувалася районом пампи на захід від річки Парана.